# Ankole-Watusi

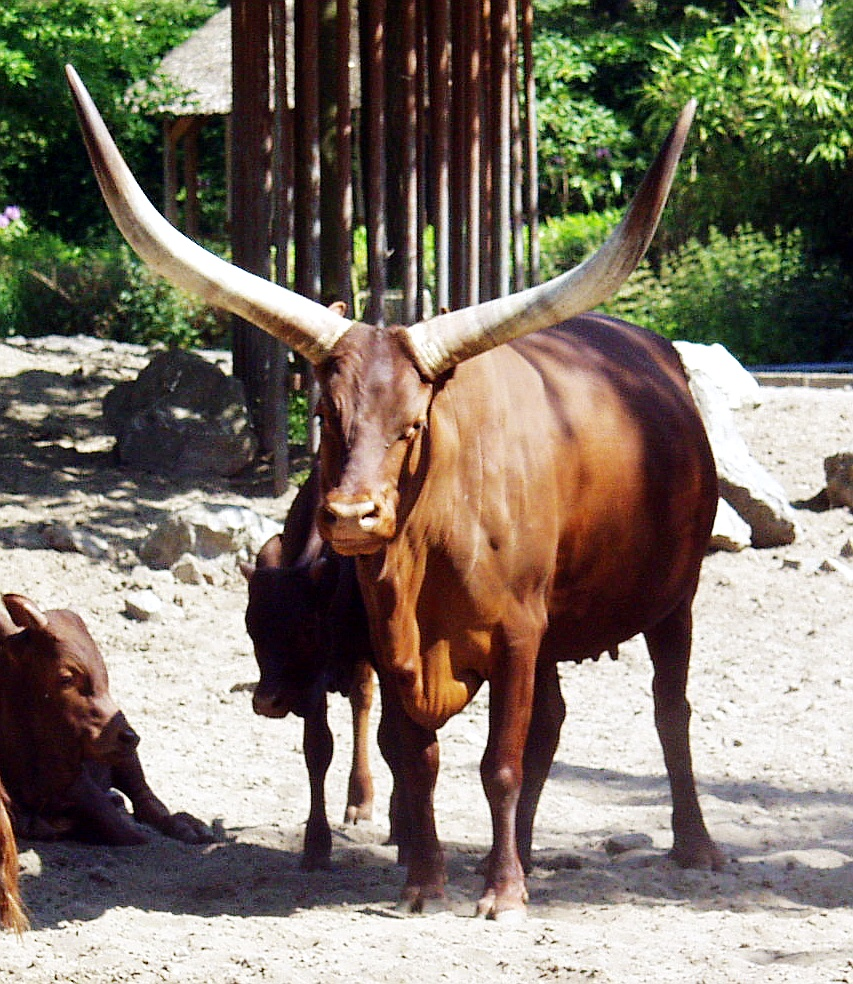
Ankole-Watusi

Ankole-Watusi (även Ankole- eller Watusiboskap) är en inhemsk afrikansk boskapsras. De har mycket stora, karakteristiska horn liknande Texas longhorn-boskapens. Rasen utvecklades från uroxen för ca 6000 år sedan. 
Ankole-Watusi är en mycket härdig ras som klarar sig bra på magert bete och begränsad vattentillgång. Djuren är även anpassade till det tropiska klimatet så tillvida att de stora hornen, som kan räcka över två meter från spets till spets, bidrar till reglering av kroppstemperaturen. 
Tidigare var Ankole-Watusi en boskapsras som hotades av utrotning, men räddningsarbete och avelsprogram världen över har säkrat dess fortlevnad.

## Trivia
En Watusitjur vid namn Lurch finns upptagen i Guinness Rekordbok för största hornomkrets.